# Torre de Cerredo
Torrecerredo, Torre de Cerredo (La Torre Cerréu en asturià) és la muntanya de major altitud d'Astúries i de Castella i Lleó, dels Picos de Europa, de la serralada Cantàbrica i també del tot el nord-oest de la península Ibèrica. Té una alçada de 2.650 metres.

## Situació
Està enclavada en el [ Massís Central dels Picos de Europa] o massís dels Urrieles, a la divisòria de les províncies d'Astúries i Lleó. El seu cim, amb un desnivell de més de 2.200 metres sobre el riu Cares, posseeix unes vistes del massís occidental i els canals que aboquen sobre la gola del Cares.

## Ascensió
L'ascensió és de nivell "Poc Difícil Inferior" i va ser ascendida per primera vegada per Aymar d'Arlot de Saint Saud, Paul Labrouche, Luis Suárez, de Espinama, i Francois Surt-los, de Gavarnie, el 30 de juny de 1882.
La via més fàcil d'ascensió arrenca des del Jou de Cerredo i està catalogada com a Poc Difícil Inferior. L'últim tram, d'uns 200 metres, és una grimpada senzilla que no fa necessari l'ús de material d'escalada. Les dues rutes d'aproximació més usades són des dels refugis propers del Jou de los Cabrones i de la Vega de Urriellu.